# Холоневичівська сільська рада
Холоневичівська сільська рада — колишня адміністративно-територіальна одиниця та орган місцевого самоврядування у Ківерцівському районі Волинської області з адміністративним центром у с. Холоневичі.
5 лютого 1965 року, Указом Президії Верховної Ради Української РСР, передано Холоневичівську сільраду Маневицького району до складу Ківерцівського району.
Припинила існування 15 листопада 2017 року в зв'язку з об'єднанням до складу Цуманської селищної громади олинської області. Натомість утворено Холоневичівський старостинський округ при Цуманській селищній громаді.

## Населені пункти
Сільській раді були підпорядковані населені пункти:
- с. Холоневичі
- с. Знамирівка

## Населення
Згідно з переписом УРСР 1989 року чисельність наявного населення сільської ради становила 1461 особа, з яких 731 чоловік та 730 жінок.
За переписом населення України 2001 року в сільській раді мешкало 1449 осіб. 100 % населення вказало своєю рідною мовою українську мову.

## Склад ради
Рада складалася з 16 депутатів та голови.

## Керівний склад сільської ради
| ПІБ                            | Основні відомості                                                                | Дата обрання | Дата звільнення |
| ------------------------------ | -------------------------------------------------------------------------------- | ------------ | --------------- |
| Арендарчук Світлана Михайлівна | Сільський голова, 1960 року народження, освіта, член Української Народної Партії | 26.03.2006   | 31.10.2010      |
| Марценюк Андрій Олександрович  | Сільський голова, 1965 року народження, освіта вища, безпартійний                | 31.10.2010   | 09.09.2012      |
| Третяк Федір Іванович          | Сільський голова, 1959 року народження, освіта вища, безпартійний                | 09.09.2012   |                 |

Примітка: таблиця складена за даними джерела